# Desire Dubounet
Desiré D. Dubounet  (születési nevén William Charles Nelson, Warren, Ohio, 1951. június 19.) magyar-amerikai transznemű előadóművész, feltaláló, aki Budapesten él. Az Electro Physiological Feedback Xrroid nevű készülék feltalálója. A készülék veszélyesnek számít az egészségre nézve, és csalásnak is minősítették.
Az 1980-as években fejlesztette ki az EPFX nevű gépet, amely állítólagosan kigyógyít valakit olyan súlyos betegségekből is, mint az AIDS vagy a rák. Néhányan meghaltak a gép használata után.
Az FDA 1992-ben felszólította Dubounet-t, hogy ne állítsa azt, hogy az EPFX meg tud gyógyítani valakit. Dubounet azóta elhagyta Amerikát.
Jelenleg Budapesten él, felesége Nelson Ildikó.